# Pierre Lévy-Soussan
Pour les personnes ayant le même patronyme, voir Lévy et Soussan.
Pierre Lévy-Soussan est un pédopsychiatre et un psychanalyste.

## Biographie

### Carrière
Il est directeur d’une consultation spécialisée dans les problèmes de filiation au COFI-CMP à Paris.
Il est chargé de cours à l’Université Paris Diderot.

## Prises de position
Au moment des débats sur le mariage pour tous, Lévy-Soussan s'est montré hostile au mariage et à l'adoption pour tous et a affirmé que les enfants auraient besoin de la différence des sexes entre père et mère pour se structurer.
Lévy-Soussan s'est opposé à l'ouverture de l'assistance médicale à la procréation (AMP) aux femmes célibataires et aux couples de femmes.

## Publications

### Articles
- Pierre Lévy-Soussan, « L'enfant devant la violence parentale:Emprise et dé-filiation », Perspectives Psy, vol. 52, no 3,‎ 29 octobre 2013, p. 231–236 (ISSN 0031-6032, DOI 10.1051/ppsy/2013523231, lire en ligne, consulté le 30 novembre 2024)
- Laure Chandellier et Pierre Lévy-Soussan, « Les séparations « conflictuelles » à l’aune de l’expertise familiale. Jugement de Salomon : toujours d’actualité », Enfances & Psy, vol. 94, no 2,‎ 30 novembre 2022, p. 27–40 (ISSN 1286-5559, DOI 10.3917/ep.094.0027, lire en ligne, consulté le 30 novembre 2024)
- Pierre Lévy-Soussan, « Travail de filiation et adoption », Revue française de psychanalyse, vol. 66, no 1,‎ 2002, p. 41–69 (ISSN 0035-2942, DOI 10.3917/rfp.661.0041, lire en ligne, consulté le 30 novembre 2024)
- Pierre Lévy-Soussan, « Le vécu de l'abandon et la construction filiative du côté de l'enfant:Une approche psychanalytique », Informations sociales, vol. 146, no 2,‎ 12 mai 2008, p. 94–102 (ISSN 0046-9459, DOI 10.3917/inso.146.0094, lire en ligne, consulté le 30 novembre 2024)
- Michel Soulé et Pierre Lévy-Soussan, « Les fonctions parentales et leurs problèmes actuels dans les différentes filiations », La psychiatrie de l'enfant, vol. 45, no 1,‎ 2002, p. 77–102 (ISSN 0079-726X, DOI 10.3917/psye.451.0077, lire en ligne, consulté le 30 novembre 2024)

- Pierre Lévy-Soussan, « Éloge des secrets : illusion, soi et transformation », Enfances & Psy, vol. 39, no 2,‎ 6 novembre 2008, p. 119–128 (ISSN 1286-5559, DOI 10.3917/ep.039.0119, lire en ligne, consulté le 30 novembre 2024)
- Pierre Lévy-Soussan, « La filiation à l'épreuve de l'adolescence », Adolescence, vol. 241, no 1,‎ 2006, p. 101–110 (ISSN 0751-7696, DOI 10.3917/ado.055.0101, lire en ligne, consulté le 30 novembre 2024)

- Pierre Lévy-Soussan, « La filiation à l'épreuve des lois », Le Journal des psychologues, vol. 292, no 9,‎ 21 novembre 2011, p. 26–29 (ISSN 0752-501X, DOI 10.3917/jdp.292.0026, lire en ligne, consulté le 30 novembre 2024)

### Chapitres de livre
- Pierre Lévy-Soussan (dir.) et Sophie Marinopoulos, « Comment se feront les bébés de demain ? La sexualité en question », dans La place de la vie sexuelle dans la médecine
- Pierre Lévy-Soussan, « Construction de l'identité et filiation adoptive : quand le fil ne noue plus les fils », dans L'adoption : état des lieux, Sainte Justine, 357 p. (EAN 9782896190874)

### Autres publications
- Pierre Lévy-Soussan, « Le vécu de l'abandon et la construction filiative du côté de l'enfant:Une approche psychanalytique », Informations sociales, vol. 146, no 2,‎ 12 mai 2008, p. 94–102 (ISSN 0046-9459, DOI 10.3917/inso.146.0094, lire en ligne, consulté le 30 novembre 2024)
- P. Lévy-Soussan et S. Marinopoulos, « Abandon et adoption : enjeux psychiques de la filiation dans une perspective historique et clinique », EMC - Psychiatrie, vol. 4, no 2,‎ janvier 2007, p. 1–8 (DOI 10.1016/S0246-1072(07)46269-1, lire en ligne, consulté le 30 novembre 2024)